# 卡姆揚卡 (庫皮揚斯克區)
49°59′8″N 37°49′56″E / 49.98556°N 37.83222°E
卡姆揚卡（烏克蘭語：Кам'янка）是位於烏克蘭東部的村莊，由哈爾科夫州庫皮揚斯克區的德沃里奇納市鎮負責管轄。該村始建於1750年，面積2.69平方公里，海拔高度90米，2001年人口961，人口密度每平方公里357人。